# یوکی نیشییا
یوکی نیشییا (ژاپنی: 西谷 優希؛ زادهٔ ۵ اکتبر ۱۹۹۳) یک بازیکن فوتبال اهل ژاپن است.
از باشگاه‌هایی که در آن بازی کرده‌است می‌توان به باشگاه فوتبال توچیگی اشاره کرد.